# Kanadische Badmintonmeisterschaft 1998
Die Kanadische Badmintonmeisterschaft 1998 fand vom 30. März bis zum 4. April 1998 in Montreal statt.

## Finalresultate
| Disziplin    | Sieger                            | Finalist                      | Ergebnis          |
| ------------ | --------------------------------- | ----------------------------- | ----------------- |
| Herreneinzel | Mike Beres                        | Stuart Arthur                 | 15-2, 15-4        |
| Dameneinzel  | Denyse Julien                     | Kara Solmundson               | 11-2, 11-5        |
| Herrendoppel | Iain Sydie Darryl Yung            | Mike Beres Bryan Moody        | 15-5, 15-9        |
| Damendoppel  | Milaine Cloutier Robbyn Hermitage | Julia Chen Jennifer Wong      | 15-9, 15-6        |
| Mixed        | Iain Sydie Denyse Julien          | Brent Olynyk Robbyn Hermitage | 15-9, 10-15, 15-4 |